# ADP-ribosilazione
La ADP-ribosilazione è l'aggiunta di uno o più molecole di ADP ribosio a una proteina.
L'ADP ribosio proviene da una molecole di NAD+ che viene tagliata rilasciando una molecola di Nicotinamide ad opera di enzimi eucariotici della famiglia di ADP-ribosil-transferasi (ADPRT) che possono essere Poli-ADPRT (come la Poli ADP-ribosio polimerasi (PARP) che catalizzano reazioni di Poli-ADP-ribosilazione oppure ad opera della mono-ADPRT che catalizza una reazione di mono-ADP ribosilazione. Queste reazioni sono reversibili, mentre esistono varie tossine batteriche (tossine della pertosse, colerica, botulinica e difterica) che sono Mono-ADPRT ma catalizzano reazioni irreversibili. Queste reazioni sono coinvolte nella segnalazione cellulare e il controllo di processi cellulari, tra cui la riparazione del DNA e l'apoptosi.